# Verkiezingen voor het Europees Parlement 2009/Kandidatenlijst/Liberaal Democratische Partij
Hieronder staat de kandidatenlijst van de Liberaal Democratische Partij voor de Europese Parlementsverkiezingen 2009.

## Kandidatenlijst
1. Sammy van Tuyll van Serooskerken
2. Det Regts
3. Anton Cozijnsen
4. Diederik Visser
5. Linda Beijlsmit
6. Jaap van Eenennaam
7. Niek van Trigt
8. Charlotte Lemmens
9. Louis Huijskes
10. Frans van de Camp
11. Dirk Cohen Tervaert

CDA · 
PvdA ·
VVD ·
GroenLinks ·
SP ·
CU-SGP ·
D66 ·
Newropeans ·
Europa Voordelig! & Duurzaam ·
Solidara ·
PvdD ·
Europese Klokkenluiders Partij ·
De Groenen ·
PVV ·
Liberaal Democratische Partij ·
Partij voor Europese Politiek ·
Libertas